# Franck Schott
Franck Schott (Saint-Paul (Reunión), Francia, 16 de mayo de 1970) es un nadador retirado especializado en pruebas de estilo espalda. Consiguió una medalla de bronce en la prueba de 100 metros espalda durante el Campeonato Europeo de Natación de 1991.
Representó a Francia durante los Juegos Olímpicos de Seúl 1988, Barcelona 1992 y Atlanta 1996.

## Palmarés internacional
| Campeonato Europeo de Natación | Campeonato Europeo de Natación | Campeonato Europeo de Natación | Campeonato Europeo de Natación |
| Año                            | Lugar                          | Medalla                        | Prueba                         |
| ------------------------------ | ------------------------------ | ------------------------------ | ------------------------------ |
| 1989                           | Bonn (Alemania)                | Medalla de plata               | 4x100 m estilos                |
| 1991                           | Atenas (Grecia)                | Medalla de plata               | 4x100 m estilos                |
| 1991                           | Atenas (Grecia)                | Medalla de bronce              | 100 m braza                    |